# ويليام إل. بال
ويليام إل. بال (بالإنجليزية: William L. Ball)‏ هو ضابط وسياسي أمريكي، ولد في 10 يونيو 1948 في الولايات المتحدة. حزبياً، نشط في الحزب الجمهوري.